# Allan Rosenheck

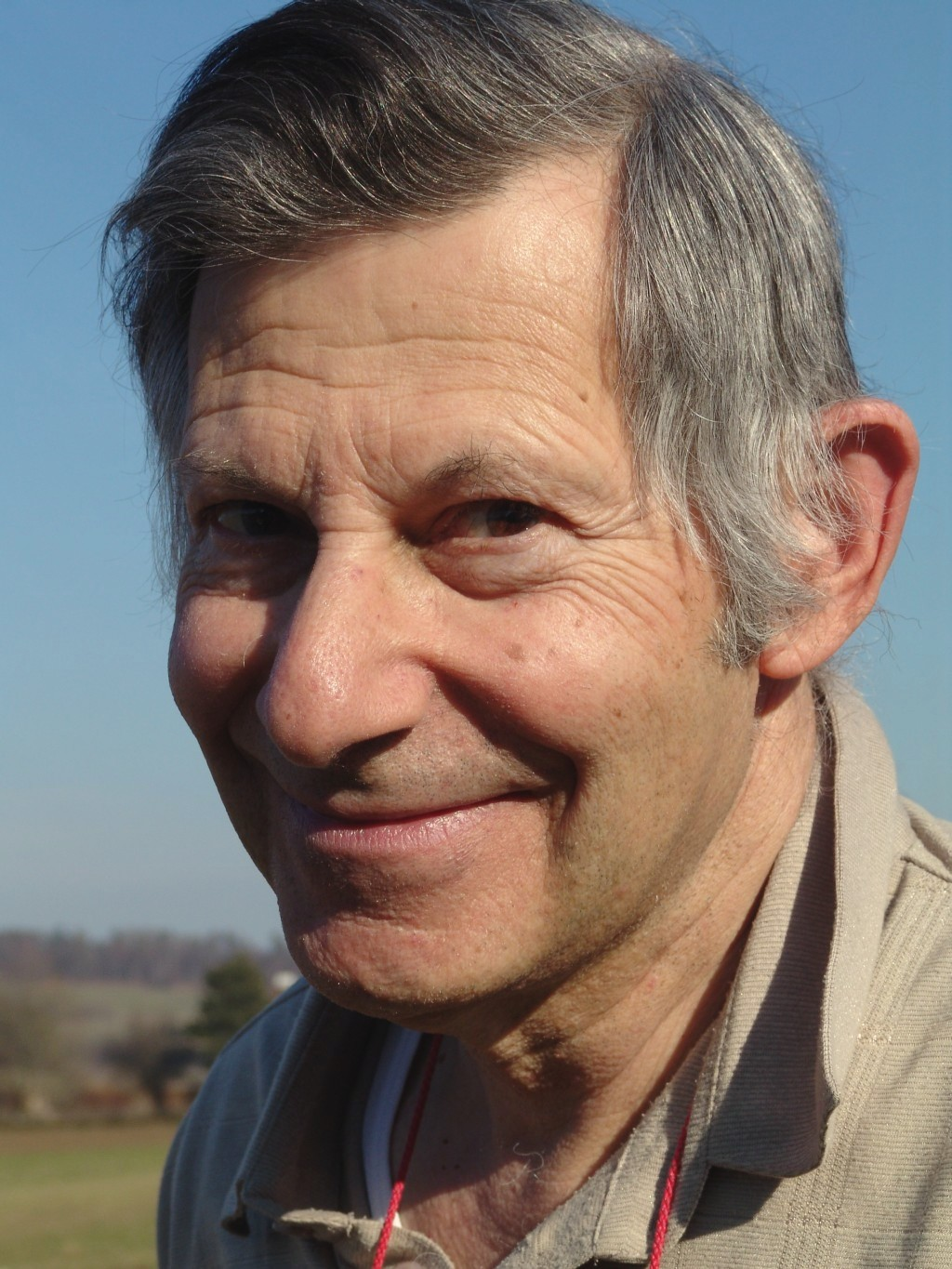
Allan Rosenheck

Allan Rosenheck (* 12. Oktober 1938 in New York City; † 21. Februar 2018 in Schaffhausen) war ein in der Schweiz lebender US-amerikanischer Komponist und Elektroingenieur.

## Leben
Allan Rosenheck wuchs in New York City auf und wohnte ab 1972 in der Schweiz. Er studierte zuerst an der Prep. Div. Juilliard School of Music und besuchte nachher das spezielle Gymnasium, "The High School of Music and Art", erwarb Diplome als Elektro-Ingenieur (City College of New York und New York University). Nachher arbeitete er bis zu seiner Pensionierung im Gebiet Akustik, zunächst in der Elektro-Akustik (Lautsprecher- und Mikrofon-Entwicklung und Beschallungssysteme) u. a. bei CBS-Labor und nachher, ab 1975 bei der Eidgenossischen Materialprüfungs- und Forschungsanstalt (Empa) in der Lärmbekämpfung.
Seine ersten veröffentlichten Musikwerke waren die „Wildwest-Suite“ und „Suite en miniature / Aus New Orleans“ (1985/6, Nepomuk-Verlag), beide für Blockflötenensemble. Darauf folgte weitere Musik für Blockflöte, Klavier, Saxophon und Jugendorchester (Nepomuk, Musik Hug, Pan Musik, Trais Giats). 1995 begann er seine Musik selber herauszugeben (Ursus-Verlag). Obwohl Rosenheck vor allem Blockflötenmusik schuf, komponierte er u. a. für verschiedene Kammermusikgruppen, Singstimmen und Chor. Unter seinen größeren Werken gibt es ein Musical (Die Wunderflöte) und zwei Suiten für Jugendorchester („Grüsse aus Amerika“ und „California-Suite“), beides Auftragswerke von Musikschulen. Später komponierte er auch für Alphorn.
Sein Stil ist eine Mischung aus Klassik, Jazz und Broadway. Als Instrumentalist spielte er hauptsächlich Viola und Klavier. Er gab Musik-Workshops und Vorträge an Seminaren und Kongressen.

## Kompositionen
Alle Rosenheck-Kompositionen sind auf der Homepage zu finden (siehe unten).